# Plectocomiopsis triquetra
Plectocomiopsis triquetra är en enhjärtbladig växtart som först beskrevs av Odoardo Beccari, och fick sitt nu gällande namn av John Dransfield. Plectocomiopsis triquetra ingår i släktet Plectocomiopsis och familjen Arecaceae. Inga underarter finns listade i Catalogue of Life.